# Gabriella Paruzziová
Gabriella Paruzziová (* 21. června 1969, Udine, Itálie) je bývalá italská běžkyně na lyžích.
Na olympijských hrách v Salt Lake City roku 2002 vyhrála závod na 30 kilometrů. K tomu má v olympijské sbírce čtyři štafetové bronzy - z Albertville 1992, Lillehammeru 1994, Nagana 1998 a Turína 2006. Dokázala tak získat cenný kov na pěti olympijských hrách po sobě. Výhradně štafetové medaile má rovněž z mistrovství světa, tři stříbra (1991, 1993, 1999) a dva bronzy (2001, 2005). V roce 2004 se stala celkovou vítězkou světového poháru. Vyhrála ve světovém poháru čtyři závody, osmnáctkrát stála na stupních vítězů.
Závodní kariéru ukončila roku 2006. Poté si otevřela hostinec u jednoho z lyžařských vleků na Monte Lussari. Stala se rovněž členkou Italské federace zimních sportů, jako zástupce sportovců.